# Makhtar N'Diaye (cestista)
Makhtar Vincent N'Diaye (Dakar, 12 dicembre 1973) è un ex cestista senegalese, professionista nella NBA e in Europa.
Nel 1999 è diventando il primo cestista senegalese in assoluto ad aver militato in NBA, esordendo con i Vancouver Grizzlies.

## Carriera
Con il Senegal ha disputato due edizioni dei Campionati mondiali (1998, 2006).